# McLaren MP4-18
El McLaren MP4-18 iba a ser un monoplaza para el equipo McLaren durante la temporada 2003 de Fórmula 1. Después de una temporada decepcionante en 2002, que estaba dominada principalmente por el F2002 de Ferrari, el director del equipo, Ron Dennis, decidió que era necesario un enfoque radical para volver al frente. Sin embargo, debido a varios problemas durante las pruebas, el coche nunca corrió, a favor del McLaren MP4-17D, una versión altamente desarrollada del contendiente de 2002. El nuevo monoplaza se estrelló varias veces por razones muy oscuras, falló dos veces las pruebas de impacto lateral de la FIA y hubo un problema grave al enfriar el motor, ya que los soportes laterales se hicieron muy estrechos.

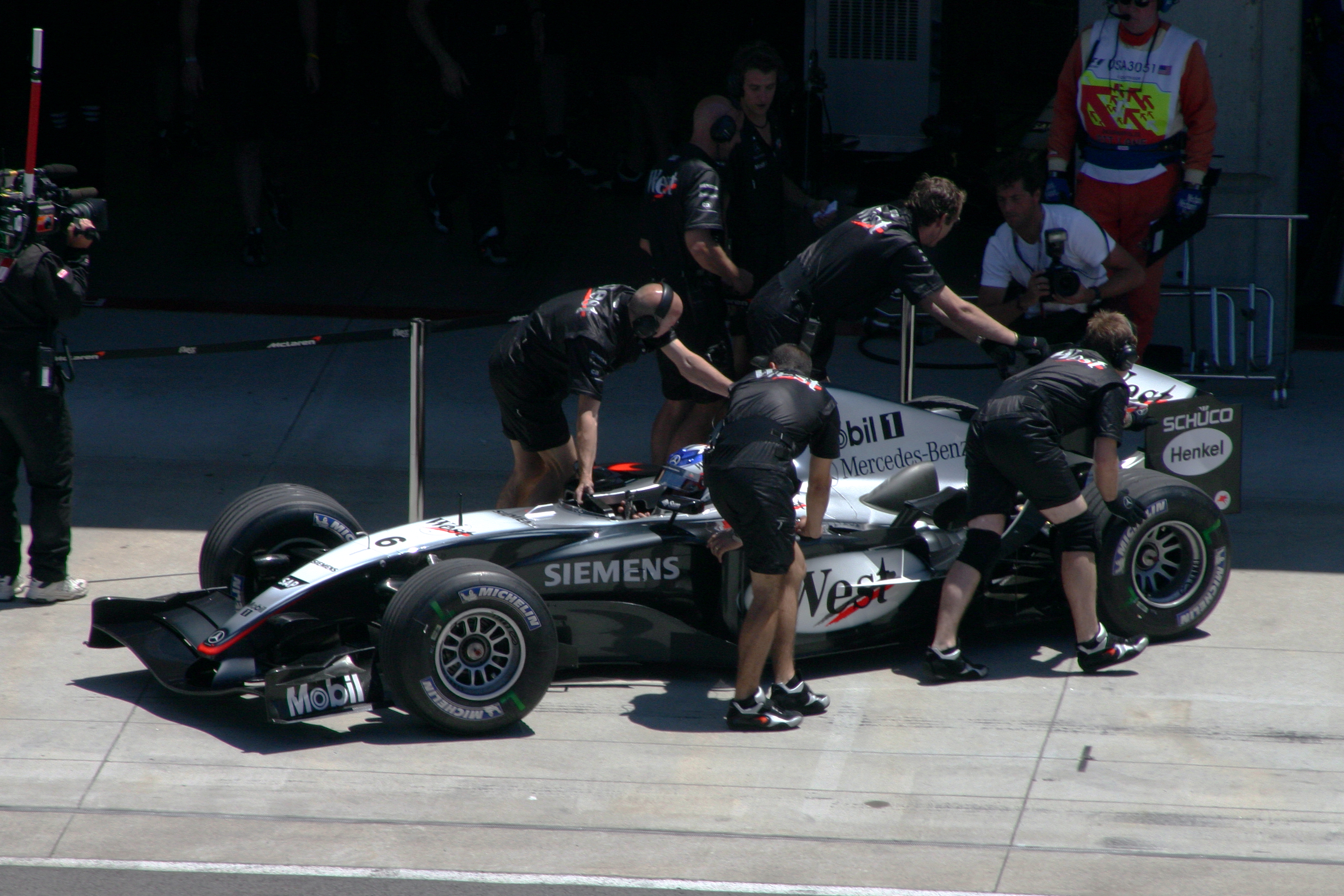
El McLaren MP4-19, surgió del malogrado MP4-18, que nunca compitió.

Durante 2002, se hizo evidente que el nuevo coche tendría que ser un gran paso adelante, y no una simple evolución. Por lo tanto, el diseñador jefe de Arrows, Mike Coughlan, fue contratado para trabajar con Newey en el desarrollo del nuevo monoplaza, mientras que otro proyecto se inició para actualizar el MP4-17 para competir durante las primeras carreras en 2003. Dado que el coche no fue conducido una carrera durante 2003, McLaren decidió desarrollar el MP4-18 en el MP4-19.
Durante el episodio dedicado al GP de Estados Unidos 2019 del programa "Vamos sobre ruedas" del canal de televisión Vamos, Pedro de la Rosa confesó que es el monoplaza más difícil de pilotar que ha conducido en su carrera y que su predisposición a pilotarlo fue lo que hizo que ganase su puesto como piloto probador de McLaren.